# A Division 1977-1978 (Irlanda)
La stagione 1977-1978 è stata la cinquantasettesima edizione della League of Ireland, massimo livello del calcio irlandese.

## Classifica finale
|  | Pos. | Squadra         | Pt | G  | V  | N  | P  | GF | GS | DR  |
|  | ---- | --------------- | -- | -- | -- | -- | -- | -- | -- | --- |
|  | 1.   | Bohemians       | 44 | 30 | 17 | 10 | 3  | 74 | 25 | +49 |
|  | 2.   | Finn Harps      | 42 | 30 | 19 | 4  | 7  | 60 | 38 | +22 |
|  | 3.   | Drogheda Utd    | 40 | 30 | 15 | 10 | 5  | 53 | 27 | +26 |
|  | 4.   | Shamrock Rovers | 40 | 30 | 14 | 12 | 4  | 45 | 22 | +23 |
|  | 5.   | Waterford       | 39 | 30 | 16 | 7  | 7  | 46 | 37 | +9  |
|  | 6.   | Sligo Rovers    | 34 | 30 | 13 | 8  | 9  | 47 | 31 | +16 |
|  | 7.   | Limerick        | 32 | 30 | 10 | 12 | 8  | 36 | 29 | +7  |
|  | 8.   | Athlone Town    | 31 | 30 | 10 | 11 | 9  | 43 | 40 | +3  |
|  | 9.   | Cork Alberts    | 30 | 30 | 11 | 8  | 11 | 36 | 35 | +1  |
|  | 10.  | St Patrick's    | 27 | 30 | 10 | 7  | 13 | 34 | 35 | -1  |
|  | 11.  | Dundalk         | 27 | 30 | 9  | 9  | 12 | 43 | 46 | -3  |
|  | 12.  | Shelbourne      | 23 | 30 | 6  | 11 | 13 | 32 | 50 | -18 |
|  | 13.  | Home Farm       | 23 | 30 | 8  | 7  | 15 | 30 | 56 | -26 |
|  | 14.  | Cork Celtic     | 22 | 30 | 6  | 10 | 14 | 34 | 58 | -24 |
|  | 15.  | Galway Rovers   | 16 | 30 | 3  | 10 | 17 | 16 | 53 | -37 |
|  | 16.  | Thurles Town    | 10 | 30 | 1  | 8  | 21 | 22 | 69 | -47 |

Legenda:

         Campione d'Irlanda 1977-1978 e qualificata in Coppa dei Campioni 1978-1979
         Vincitrice della FAI Cup e qualificata in Coppa delle Coppe 1978-1979
         Qualificate in Coppa UEFA 1978-1979
Note:
Due punti a vittoria, uno a pareggio, zero a sconfitta.

## Statistiche

### Squadre
| Record - Maggior numero di vittorie: Finn Harps (19) - Minor numero di sconfitte: Bohemians (3) - Miglior attacco: Bohemians (74) - Miglior difesa: Shamrock Rovers (22) - Miglior media gol: Bohemians (+49) - Maggior numero di pareggi: Shamrock Rovers e Limerick (12) - Minor numero di vittorie: Thurles Town (1) - Maggior numero di sconfitte: Thurles Town (21) - Peggiore attacco: Galway Rovers (16) - Peggior difesa: Thurles Town (69) - Peggior differenza reti: Thurles Town (-47) |